# Баталов Аркадій Юрійович
Аркадій Юрійович Баталов (нар. 9 вересня 1961, Москва, РРФСР) — радянський та український футболіст, тренер  та футбольний функціонер російського походження, виступав на позиції воротаря.

## Кар'єра гравця
Вихованець московського «Спартака», перший тренер — М. Паршин. Футбольну кар'єру розпочав у 1980 році в складі вітебської «Двіни», а в 1982 році перейшов до мінського «Динамо». У 1984 році повернувся до «Двіни». Потім ззахищав кольори «Колосу» (Павлоград) та «Кристалу» (Херсон). У 1987 році став гравцем івано-франківського «Прикарпаття». У 1991 році прийняв запрошення хмельницького «Поділля», яке через два роки змінив назву на «Норд-АМ-Поділля» (Хмельницький). Під час зимової перерви сезону 1993/94 років перейшов до житомирського «Хіміка», який потім змінив назву на «Полісся». Влітку 2000 року повернувся до «Поділля», в якому 2002 року завершив кар'єру гравця.

## Кар'єра тренера
По завершенні ігрової кар'єри розпочав тренерську діяльність. З початку 2003 по травень 2004 років очолював хмельницьке «Поділля». Потім допомагав тренувати МФК «Миколаїв». У сезоні 2005/06 років спочатку тренував «Сокіл» (Бережани), а потім — МФК «Житомир». Потім працював у ДЮСШ міста Хмельницький. Наприкінці вересня 2016 року знову очолив хмельницьке «Поділля», яким керував до 30 липня 2017 року.